# 早指しチェス
早指しチェス（はやざしチェス）とは、早指しによるチェスの対局のことである。

## 概要
早指しチェスは「ファスト・チェス」（Fast chess」）とも呼ばれ、制限時間により細かく分類されており、早指しに特化した競技会も開催されている。早指しチェスの代表的なものとして5分で打つ「ブリッツ」、60秒もしくは120秒で打つ「ブレット」がある。
通常チェスは対局者が棋譜を自ら記録するが、早指しの場合は記録しないことが多い。競技中の映像はYouTubeなどの動画共有サイトで見ることができる。
対局時計（チェス・クロック）にはブザーが鳴る装置が付いているものもある。このブザー付き対局時計を5秒毎とか10秒おきに鳴るようにセットし、ブザーが鳴ると同時に指さなければならない、というのがブリッツのルールである。
ブリッツ（Blitz）とは白・黒双方5分の持ち時間によって指すチェスのことである。日本以外の国では大変盛んで、国際大会が催されると、大会終了後に大抵5分チェス大会が行われる。旧ソビエト連邦時代のモスクワでは、毎年夏になるとグランドマスターたちが集まって「5分チェス・トーナメント」を行っていた。1970年代前半、第14代世界チャンピオンのボビー・フィッシャーが5分チェスの第一人者で、次いで第12代チャンピオンのチグラン・ペトロシアンと第10代チャンピオンのミハイル・タリが5分チェスの強豪として知られていた。1970年の春にベオグラードで開催された「ソ連チーム対世界チーム戦」終了後にフィッシャー、ペトロシアン、タリの3人の他サミュエル・ハーマン・レシェフスキー、ヴィクトール・コルチノイ、ワシリー・スミスロフ等が加わり、5分チェスの世界選手権戦が行われた。この時も、フィッシャーが圧倒的な差で優勝した。
ブレット（Bullet）とは双方60秒もしくは120秒の持ち時間によって指すチェスのことである。短時間で打たなければならないため、技術や知識よりもスピード、身体能力、駆け引き、感性など実戦的な能力が必要とされる。